# 张远波
张远波（1978年7月—），中國的凝聚态物理学家。

## 生平
张远波生于河南省信阳县董家河乡雷家塆。父亲是村小学的民办教师，母亲务农。初三時张远波参加学科竞赛并获奖，因此被保送到信阳县第一中学。1995年的全国中学生物理竞赛中，张远波获得了河南省一等奖。张远波之後被保送北京大學技术物理系。不過张远波也参加了高考，並且是当地的理科高考状元。
他于2000年獲得北京大学物理学学士学位，2006年在金必立的指導下獲得哥伦比亚大学博士学位。 在美國期間，张远波結識了來自台湾台北的谭砚文，兩人最終結婚。张远波後來在加州大学伯克利分校担任研究员，2009年回到中國加入复旦大学物理系。其妻谭砚文也加入了復旦大學物理系。2010年获得国际纯粹与应用物理联合会青年科学家奖。 2016年入选长江学者特聘教授。2019年獲得2018年度上海市青年科技杰出贡献奖，2020年獲科学探索奖。